# Fukuhara-kyō
Fukuhara-kyō (福原京?) fu la sede della corte imperiale giapponese e quindi la capitale del Giappone da giugno a novembre del 1180  su iniziativa di Taira no Kiyomori.
Il Palazzo Imperiale era situato sul sito dell'attuale Santuario Arata-Hachiman (荒田八幡神社?, Arata-Hachiman-jinja).

## Panoramica
L'area su cui si sviluppava la capitale si trova in quella che oggi sono i quartieri Chūō-ku e Hyōgo-ku settentrionale della città di Kōbe, nella prefettura di Hyōgo (l'attuale zona di Hirano). Si progettò di costruire ed espandere l'isola artificiale di Sutra (Kyōgashima) nel porto commerciale di Owadamari (l'attuale parte occidentale dei porti di Hyōgo e Kobe), una delle roccaforti del clan Taira, e di collocare la capitale ai piedi dell'isola, con vista sul porto. Fukuhara divenne la residenza ufficiale di Taira no Kiyomori nel 1160, in seguito alla ribellione di Heiji in cui il suo clan Taira schiacciò il rivale clan Minamoto. Da questo periodo fino alla sua morte nel 1181, Kiyomori fu di fatto il capo politico dello stato. Fu nominato Daijō Daijin (cancelliere) nel 1167 e fece sposare sua figlia nella famiglia imperiale, ottenendo un'influenza ancora maggiore a corte.
Nel 1169 fu fondato il Palazzo Yukimi e Taira no Kiyomori si affezionò alla zona e trascorse dieci anni nella zona di Hirano. Dopo aver trasferito la capitale a Fukuhara, si dice che Kiyomori abbia fatto visite mensili al tempio Myoyo-ji a Yamada-cho, Kita-ku, da lui stesso ricostruito, e lo abbia paragonato al "Monte Hiei dell'ovest". Per visitare il santuario utilizzava la vecchia strada Karasuhara, che corre verso nord dalla riva orientale del fiume Ishii. Kiyomori spinse per il trasferimento della capitale nonostante l'opposizione dell'imperatore Takakura e del clan Taira perché mirava a espandere il commercio con la Dinastia Song attraverso il mare interno di Seto.
Dopo l'incidente di Shishigatani del 1177-1178, Kiyomori si ritirò a Fukuhara, prendendo le distanze dalla politica e dagli intrighi sociali e cerimoniali della capitale.
Il 1° giugno 1180 iniziò la guerra Genpei quando il principe Mochihito chiamò alle armi il clan Minamoto per affrontare Kiyomori e il suo clan. Dopo la battaglia di Uji, in cui fu ucciso il capo clan Minamoto no Yorimasa, Kiyomori ordinò lo spostamento della corte imperiale da Heian-kyō a Fukuhara. In questo modo, cercò di consolidare la sua pretesa di potere e di essere informato su quanto accadeva a corte, il che significava che era di nuovo direttamente coinvolto negli affari di governo. Un altro motivo era quello di proteggere meglio l'imperatore e la corte dai nemici di Kiyomori, i Minamoto e i loro alleati monastici.
Il secondo giorno del mese lunare successivo (26 giugno 1180) Kiyomori guidò un'enorme processione di nobili e funzionari di corte, insieme all'imperatore Antoku e agli imperatori di clausura Takakura e Go-Shirakawa da Kyoto a Fukuhara, nella provincia di Settsu. Gli uffici governativi erano ospitati in residenze sontuose, originariamente costruite per i membri del clan Taira. Alcuni funzionari governativi non erano contenti dei disagi causati dal trasferimento e molti nobili si lamentarono del clima umido della città portuale e della distanza da Heian. Tuttavia, l'imperatore Takakura, che allora governava nel palazzo imperiale per conto del giovane imperatore Antoku, non abbandonò Heian-kyo (Kyoto), ma costruì un palazzo distaccato a Fukuhara e dichiarò che il Dairi e il Chōdō-in non erano necessari. In risposta, Kiyomori decise di non spostare il palazzo interno, ma di costruire una residenza imperiale privata. A novembre, la residenza privata di Kiyomori, costruita in modo da assomigliare al palazzo imperiale, fu offerta all'imperatore che vi soggiornò fino al ritorno a Kyoto.
Entro 6 mesi però la corte fu spostata nuovamente a Heian e Kiyomori seguì lo stesso percorso. Quando Kiyomori morì l'anno successivo, fu sepolto a Fukuhara.
Successivamente, tutti gli edifici di Fukuhara-kyo furono bruciati da Minamoto no Yoshinaka.
Secondo l'Heike monogatari, nell'autunno del 1183, Heike in ritirata trascorse una notte a Fukuhara. Alla partenza, diedero fuoco al palazzo imperiale. "Anche se la loro partenza non fu forse così dolorosa come quella quando lasciarono la capitale, ciò nonostante li riempì di rammarico".
I monumenti indicano le presunte ubicazioni del palazzo di Kiyomori, del palazzo dell'imperatore e della tomba di Kiyomori.